# Gurmels
Gurmels (en francés Cormondes) es una comuna suiza del cantón de Friburgo, situada en el distrito de See/Lac. Limita al norte con las comunas de Cressier, Jeuss, Staatswald Galm y Ulmiz, al este con Ferenbalm (BE), Kriechenwil (BE) y Kleinbösingen, al sur con Düdingen y Barberêche, y al oeste con Courtepin y Wallenried.
Forman parte del territorio comunal las localidades de: Cordast, Guschelmuth, Kleingurmels, Liebistorf, Monterschub y Wallenbuch. La localidad de Wallenbuch es un exclave que se encuentra enclavado en el cantón de Berna, y gracias al cual, la comuna limita con las comunas de Mühleberg y Laupen.

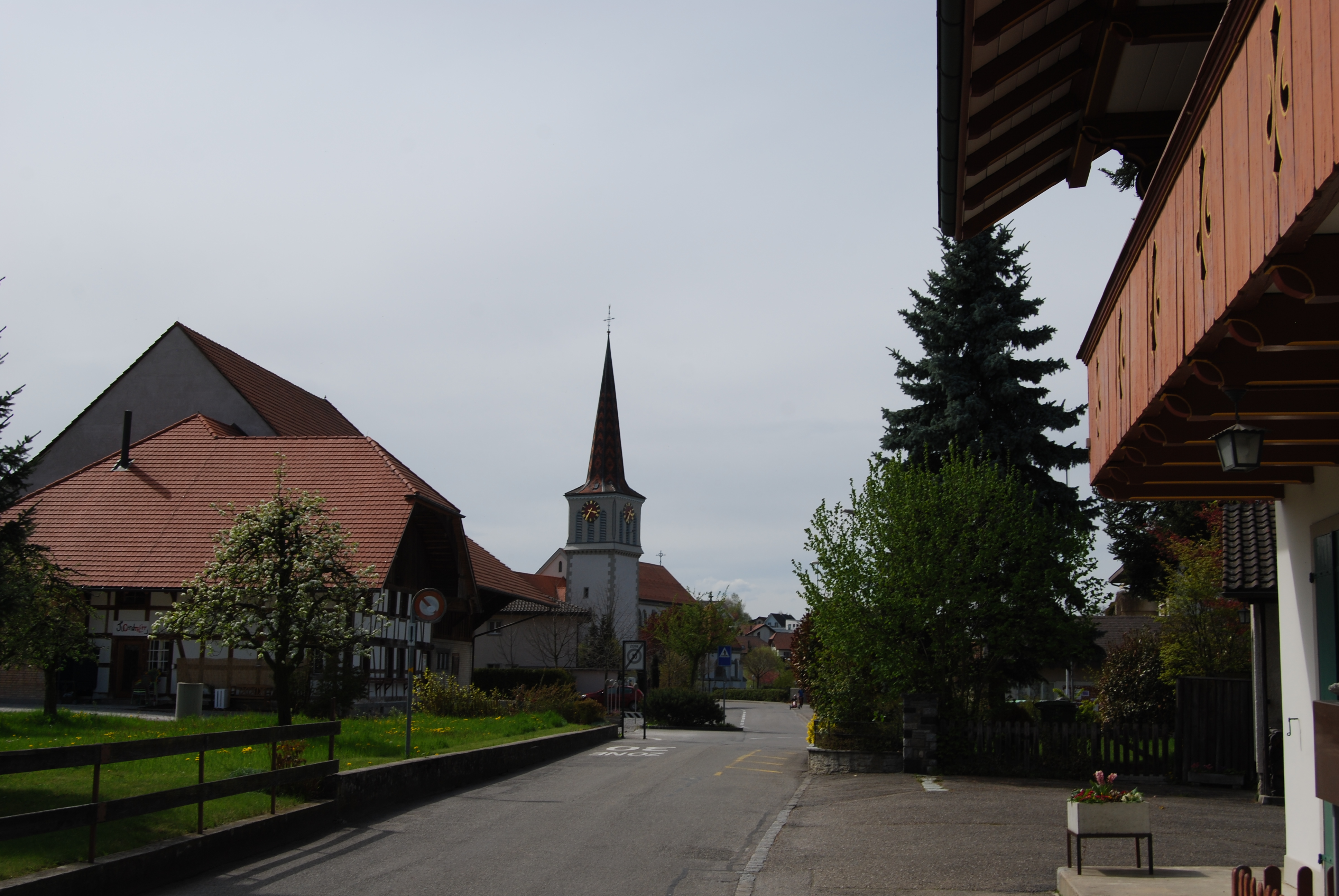
Gurmels